# Cascine del Riccio
Cascine del Riccio (detta comunemente le Cascin del Riccio) è una località di circa 600 abitanti posta sul crocevia di tre comuni: Firenze, Impruneta (FI) e Bagno a Ripoli (FI). Appartiene al Quartiere 3 del Comune di Firenze, ma fino al 1º gennaio 1920 fu parte del comune del Galluzzo.
Il nome deriva dalla famiglia dei Ricci e gli fu dato intorno al XIX secolo.
È attraversato dal torrente Ema, il quale costeggia tutto il paese fungendo anche da confine amministrativo.
Il 20 agosto viene festeggiata l'indipendenza delle Cascine del Riccio da Firenze avvenuta nel 1456

## Storia
Le Cascine del Riccio sono un borgo molto antico, posto ai piedi delle Cave di Monteripaldi.
Le prime notizie storicamente documentabili sulla zona risalgono al 1312, quando Arrigo VII accampato sull'Ema assediò la città di Firenze. In quella tragica circostanza i Bardi, ricchissimi banchieri e mercanti originari di Ruballa (nei pressi di Antella), venuti in città prima del 1000 e divenuti padroni di Monteripaldi ospitarono nella loro dimora dei poveri popolani mettendoli così in salvo.
Successivamente il territorio appartenne alla nobile casata dei Ricci (originari di Prato), che possedevano cascinali, caseifici e poderi annessi alla vasta tenuta di Pozzolatico. Esiste tuttora a Monteripaldi (in via San Michele) l'antico Palagio dei Ricci, dalla facciata cinquecentesca, con una loggia e una torre che si innalza maestosa a dominare la vallata dell'Ema.
Questa famiglia poté vantare tra i propri membri lo Scipione, che fu prima vicario della Diocesi fiorentina, al tempo dell'Arcivescovo Francesco Gaetano Incontri, e poi Vescovo di Pistoia dal 1780 al 1790.
Le Cascine del Riccio sorsero intorno ad un ponte medioevale a tre archi (detto Iozzi) per aggregazione spontanea degli scalpellini della locale cava di pietraforte aperta nel 1330.
Il nome del ponte deriva dai carri con gli orci, da cui "osoli", e per corruzione "iozzi", che partivano dall'Impruneta per recarsi a Firenze attraversando l'Ema sull'antico ponte. Quest'ultimo fu fatto saltare con le mine durante la seconda guerra mondiale e oggi è stato sostituito da una struttura in cemento armato.
Dal 1789 al 1858 questo possesso passò al conte francese Francesco De Larderel, il fortunato creatore dell'industria del borace.
Nell'Ottocento, dopo la chiusura della cava che dette ottima pietra per i lastrici di Firenze e permise la costruzione di famosi palazzi fiorentini tra cui Palazzo Pitti, gran parte degli abitanti si dedicarono al lavoro di lavandai, in concorrenza con la vicina Grassina, e di contadini.
In quel periodo è ambientato anche il racconto riportato dal fiorentino Bruno Cicognani nel suo libro "Età favolosa", in cui egli si ispira poeticamente alla propria fanciullezza. Essendo infatti la mamma per piccolo Bruno priva di latte, il futuro scrittore fu mandato a balia alle Cascine del Riccio da una povera famiglia di operai. L'autore ricorda con nostalgia il borgo dal caratteristico nome, la sua invidiabile posizione geografica, il torrente Ema che scorre specchiando le file dei frassini nella valle dei tanti incantevoli poggi: San Gersolè, Fattucchia, Monteripaldi, Montici.
E ancora Cicognani rammenta, nei suoi scritti l'Erta dei Catinai, al cui stravagantissimo nome lui associava con la fantasia l'immagine di una via irta di cocci e di catini infranti, mentre in realtà essa è una stradina dormiente tra mura arabescate di edera ed olivi dai rami sporgenti, che precipita infine a fianco della cava, con l'artistico e antico tabernacolo della Madonna dei Ricci di epoca medioevale.